# Carlos Andrés Mina
Carlos Andrés Mina est un boxeur équatorien né le 30 avril 1992.

## Carrière
Sa carrière amateur est principalement marquée par une médaille de bronze remportée aux championnats du monde de 2017 dans la catégorie des poids mi-lourds.

## Palmarès

### Championnats du monde
- Médaille de bronze en -81 kg en 2017 à Hambourg, Allemagne